# (29799) Trinirussell
(29799) Trinirussell est un astéroïde de la ceinture principale d'astéroïdes.

## Description
(29799) Trinirussell est un astéroïde de la ceinture principale d'astéroïdes. Il fut découvert le 12 février 1999 à Socorro (Nouveau-Mexique) par le projet LINEAR. Il présente une orbite caractérisée par un demi-grand axe de 2,98 UA, une excentricité de 0,03 et une inclinaison de 9,8° par rapport à l'écliptique.

## Compléments